# Ali Zein
Ali Zein El Abedin Ali Ismail Mohamed (international meist Ali Zein oder Ali Mohamed, arabisch علي زين العابدين علي إسماعيل محمد, DMG ʿAlī Zain al-ʿĀbidīn ʿAlī Ismāʿīl Muḥammad, * 14. Dezember 1990 in Gizeh) ist ein ägyptischer Handballspieler. Der 1,93 m große linke Rückraumspieler spielt seit 2025 für den ungarischen Verein One Veszprém HC und steht zudem im Aufgebot der ägyptischen Nationalmannschaft.

## Karriere

### Verein
Ali Zein begann mit sieben Jahren mit dem Handball beim Al Ahly SC in Kairo. Dort gewann er mit der Männermannschaft 2011 den arabischen Pokal der Landesmeister, 2012 die afrikanische Champions League sowie 2013 den afrikanischen Pokal der Pokalsieger und die ägyptische Meisterschaft. 2013 wechselte er zu Étoile Sportive du Sahel nach Tunesien, wo er 2013 am Super Globe teilnahm und 2014 den tunesischen Pokal errang. Anschließend ging er zum Al-Jazira Club in die Vereinigten Arabischen Emirate, wo er 2016 die Meisterschaft und den Pokal gewann. Daraufhin nahm ihn der französische Erstligist Pays d’Aix UC unter Vertrag. Mit dem Verein aus Aix-en-Provence landete er auf dem achten und fünften Rang in der LNH, in 38 Spielen warf der Rückraumspieler 62 Tore. Anschließend kehrte er in die Emirate zurück und schloss sich dem Verein Al Sharjah an, mit dem er dreimal Meister wurde. In der Saison 2021/22 spielte Zein für den spanischen Rekordmeister FC Barcelona in der Liga ASOBAL. Mit Barcelona gewann Zein in dieser Spielzeit sechs von sieben möglichen Titeln, darunter die EHF Champions League 2021/22.
Zur Saison 2022/23 wechselte er zum rumänischen Verein CS Dinamo Bukarest. mit dem er 2023, 2024 und 2025 die rumänische Meisterschaft gewann.
Seit 2025 läuft er für One Veszprém HC auf.

### Nationalmannschaft
Mit der ägyptischen Junioren-Nationalmannschaft nahm Ali Zein an der U-20-Weltmeisterschaft 2009 und der U-21-Weltmeisterschaft 2011 teil.
Für die ägyptische A-Nationalmannschaft bestritt Zein bisher über 323 Länderspiele, in denen er 508 Tore erzielte. Mit der ägyptischen Auswahl gewann er die Mittelmeerspiele 2013 sowie die Afrikameisterschaft 2016, 2020 und 2022, 2018 gewann er die Silbermedaille und wurde zum besten Spieler des Turniers gewählt. Er stand zudem im Aufgebot für die Weltmeisterschaften 2013, 2015, 2019 und 2021. Bei den Olympischen Spielen in Tokio schaltete er mit Ägypten das deutsche Team im Viertelfinale aus und belegte am Ende den vierten Platz. Bei den Mittelmeerspielen 2022 errang er mit Ägypten die Silbermedaille. Bei der Weltmeisterschaft 2025 warf er 28 Tore in sieben Spielen und belegte mit dem Team den 5. Platz.

### Erfolge
- mit dem Al Ahly SC
  - Ägyptischer Meister: 2013
  - Ägyptischer Pokalsieger: 2009
  - Arabischer Pokal der Landesmeister: 2011
  - Afrikanische Champions League: 2012
  - Afrikanischer Pokal der Pokalsieger: 2013

- mit Étoile Sportive du Sahel
  - IHF Super Globe: 4. Platz 2013
  - Tunesischer Pokalsieger: 2014

- mit dem Al-Jazira Club
  - Meister der Vereinigten Arabischen Emirate: 2016
  - Pokalsieger der Vereinigten Arabischen Emirate: 2016

- mit Al Sharjah
  - Meister der Vereinigten Arabischen Emirate: 2019, 2020 und 2021

- mit dem FC Barcelona
  - Spanischer Supercupsieger: 2021
  - Katalanischer Supercupsieger: 2021
  - Spanischer Ligapokalsieger: 2022
  - Spanischer Königspokalsieger: 2022
  - Spanischer Meister: 2022
  - EHF-Champions-League-Sieger: 2022

- mit dem CS Dinamo Bukarest
  - Rumänischer Meister: 2023, 2024 und 2025
  - Rumänischer Pokalsieger: 2024 und 2025

- mit der Nationalmannschaft
  - Afrikameisterschaft: Gold 2016, 2020 und 2022, Silber 2018
    - MVP 2020, All-Star-Team 2022

  - Mittelmeerspiele: Gold 2013, Silber 2022
  - Olympische Spiele: 4. Platz 2020, 9. Platz 2016